# Ponciano Ponzano
Ponciano Ponzano y Gascón (Saragosse, 19 janvier 1813 - Madrid, 17 septembre 1877) est un sculpteur espagnol, appartenant à l'école néoclassique.

## Biographie
Il était le fils d'un portier de la Real Academia de Nobles y Bellas Artes de San Luis de Saragosse, chargé de la garde du musée de l'institution, ce qui fait qu'enfant, il a été en contact avec l'art. Très jeune, il a montré une grande aptitude pour le dessin et la peinture. À 16 ans il est allé étudier à l'Académie royale des beaux-arts Saint-Ferdinand à Madrid, où il a été l'élève de José Álvarez Cubero, auprès de qui il a appris l'esthétique néoclassique. Après avoir obtenu le second prix au concours de la Académie en 1832 avec un bas-relief intitulé Entrega del rey niño Alfonso XI a la reina y al infante don Pedro por el obispo don Sancho de Ávila, il a reçu une pension pour terminer ses études à Rome, où il a reçu l'enseignement des sculpteurs néoclassiques Thorvaldsen (dont il écrira une biographie), Tenerani et Antonio Solá. À Rome il a réalisé des œuvres d'une grande intensité dramatique, qui lui ont valu un renom international. La plus remarquable a été celle réalisée pour son envoi de pensionnaire, Ulises reconocido por Euricles. L'œuvre a reçu une critique si bonne à l'Académie royale des beaux-arts de San Fernando, qu'à son retour en Espagne, vers 1838, il a été nommé académicien. À partir de 1871, il a travaillé comme professeur à l'Académie.

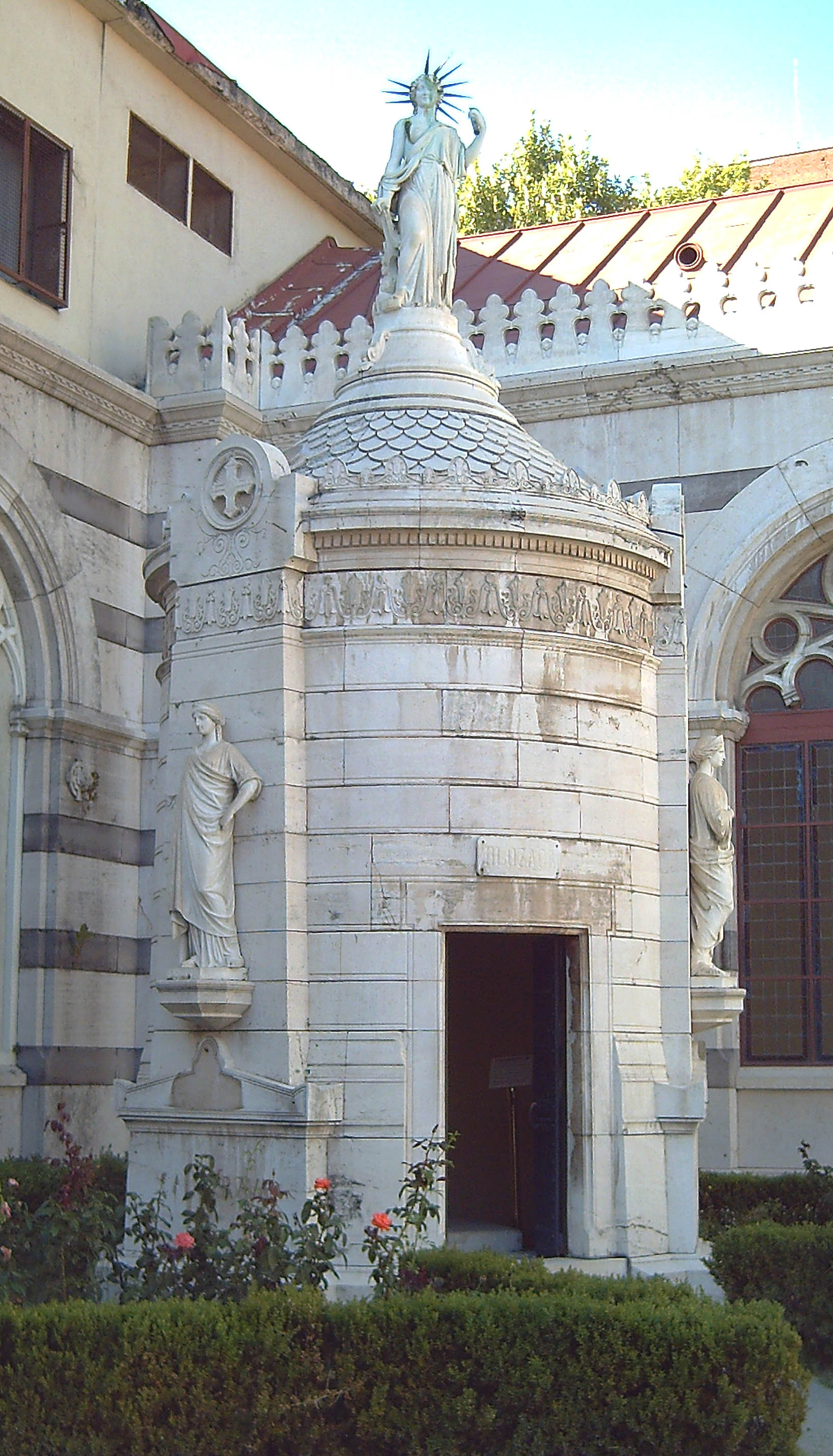
Mausolée de six hommes politiques libéraux espagnols: Agustín Argüelles, José María Calatrava, Juan Álvarez Mendizábal, Diego Muñoz Torrero, Francisco Martínez de la Rosa et Salustiano Olózaga dans le cloître du Panthéon des Hommes Illustres. La sculpture sur le toit, qui représente la Liberté, est de Ponciano Ponzano. Le mausolée a été transféré au Panthéon en 1912 à partir du cimetière San Nicolás.

Devenu également sculpteur officiel de la Cour d'Isabelle II, il a réalisé une grande quantité d'œuvres: bustes, bas-reliefs, statues et monuments funéraires, de style néoclassique. Ainsi, il a sculpté pour le comte de Toreno une composition intitulée El Diluvio universal qui représente un homme nu qui porte sur ses épaules sa mère pour la protéger de la montée des eaux.

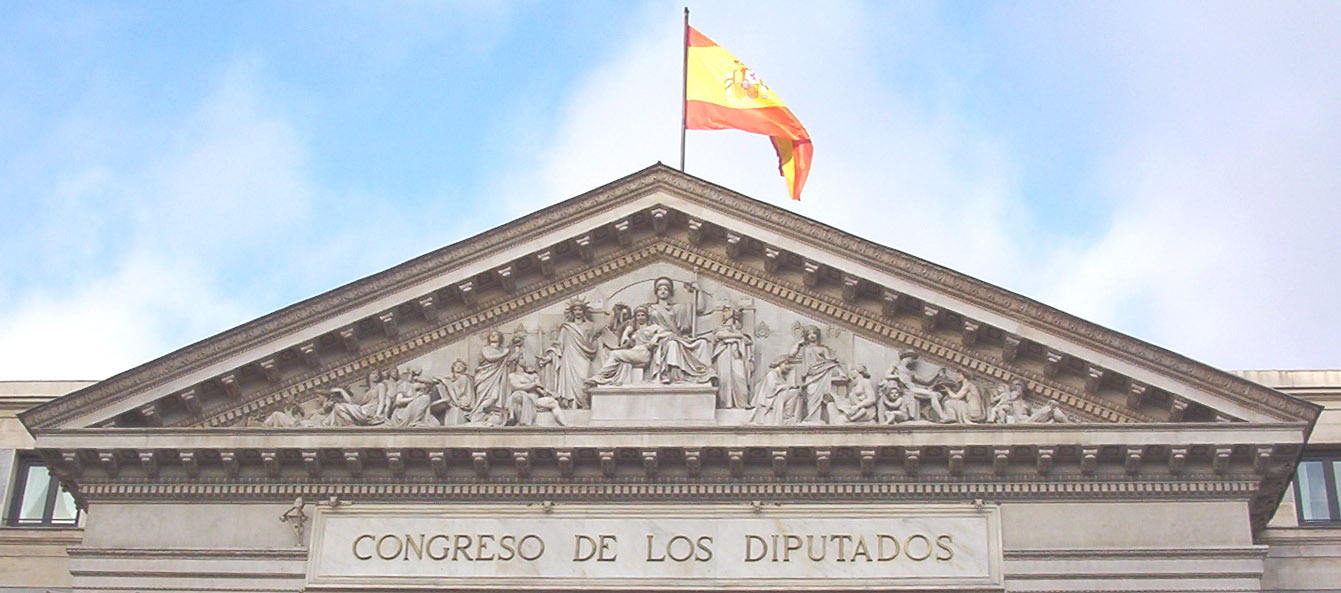
Fronton du Congrès des Députés. On y voit "L'Espagne embrassant la Constitution de l'État et entourée de la Force, la Justice, les Beaux Arts, le Commerce, l'Agriculture, les Fleuves et Canaux de Navigation, Le Courage Espagnol, les Sciences qui contribuent au développement de l'Industrie et la Navigation, l'Abondance et la Paix".

Parmi ses œuvres les plus importantes, on trouve le fronton du palais de las Cortes (actuel Congrès des députés) en 1848, qui constitue le plus important ensemble de sculptures du XIXe siècle en Espagne, ainsi que les deux lions de bronze du Congrès des députés (es) situés sur l'escalier d'accès à l'édifice; Ponzano a réalisé ces sculptures pour le Congrès après avoir gagné un concours organisé dans ce but. L'ensemble représente les pouvoirs de la Chambre de l'époque au moyen d'allégories.

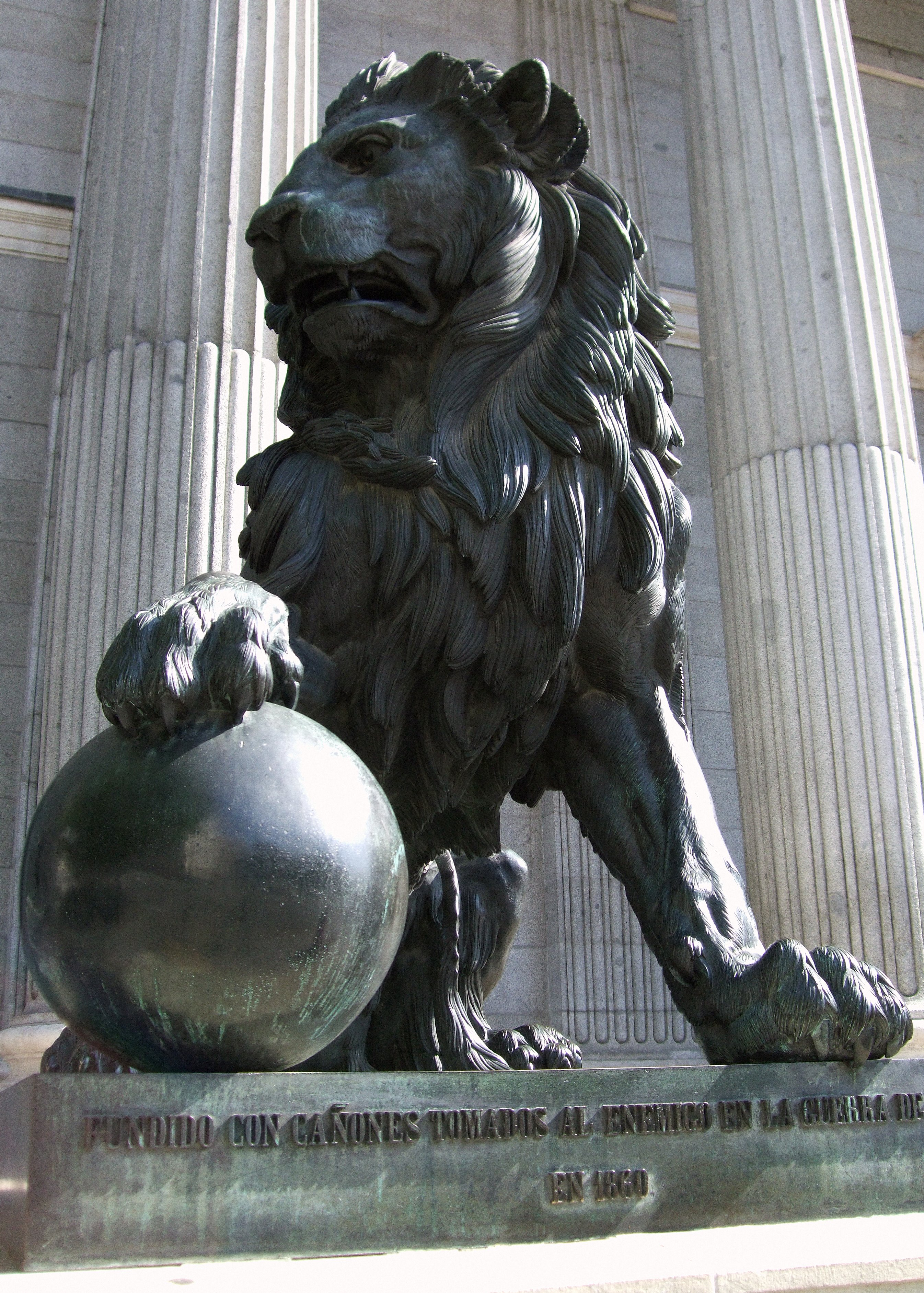
Lions du Congrès des députés

Il a également réalisé quelques-unes des sculptures du Panthéon des Infants du monastère de l'Escurial, travail commandé en 1862 par la reine Isabelle II et qu'il n'a pu terminer. À noter parmi celles-ci, le tombeau de Don Juan d'Autriche, conçu par lui et exécuté par Giuseppe Galeotti. Autres de ses œuvres, le tympan du portail de l'église Saint-Jérôme-le-Royal de Madrid, dans un style néo-médiéval, ou la décoration du grand amphithéâtre de l'université centrale de Madrid.
Il a réalisé de nombreux bustes, obtenant une ressemblance plus réaliste pour les personnages moins connus, par exemple dans les bustes du docteur Lera ou de José Madrazo.
Parmi ses autres œuvres, on peut citer la statue représentant la Liberté, actuellement au Panthéon des hommes illustres de Madrid ou, dans sa cité natale, le buste de Juan Bruil au cimetière de Torrero et le panthéon du général Manuel de Ena dans la chapelle de Santa Ana de la basilique del Pilar.